# Frank Sivero
Frank Sivero (ur. 6 stycznia 1952 w Agrigento na Sycylii jako Francesco LoGiudice) – amerykański aktor pochodzenia włoskiego.

## Życiorys
Urodzony w Agrigento na Sycylii, mieszkał na Brooklynie w Nowym Jorku. Pierwszą rolę odegrał jako statysta w filmie Ojciec chrzestny (The Godfather) z 1972 roku. W 1974 roku, w zupełnie innej roli, jako Genco Abbandando, wystąpił w Ojcu chrzestnym II (The Godfather Part II).